# Симфонический оркестр Колорадо
Симфонический оркестр Колорадо (англ. Colorado Symphony Orchestra) — американский симфонический оркестр, базирующийся в Денвере. Основан в 1922 г. как Денверский городской оркестр (англ. Denver Civic Orchestra). В 1934 г. перешёл на полностью профессиональную основу и получил название Денверский симфонический оркестр (англ. Denver Symphony Orchestra). С 1989 г. носит нынешнее название.
На ранней стадии своего существования оркестр был довольно скромным полупрофессиональным коллективом. Заметным событием в истории оркестра стал приезд Сергея Прокофьева, исполнившего с оркестром свой первый фортепианный концерт 18 февраля 1938 года, — впрочем, композитор остался крайне недоволен.
Подъём оркестра был связан с руководством Сола Кастона в 1940-50-е гг., заметно омолодившего и состав оркестрантов, и аудиторию, проводившего много концертов для детей и семейного прослушивания, а в конце 1950-х гг. предпринявшего ряд амбициозных оперных и концертных постановок на фоне эффектного горного ландшафта в парке Ред-Рокс, на концертной площадке Red Rocks Amphitheatre, в том числе концерт Элен Траубель и Лаурица Мельхиора с вагнеровским репертуаром (1950). Менеджером оркестра при Кастоне была Элен Мэри Блэк (1896—1988), первая в США женщина — директор оркестра.
На рубеже 1980-90-х гг. оркестр испытал значительные финансовые трудности, приведшие к его расколу. Последующее воссоединение и реорганизация завершились лишь к 1993 году.

## Руководители оркестра
- Хорас Тюрмен (1934—1944)
- Сол Кастон (1945—1963)
- Владимир Гольшман (1964—1970)
- Брайан Пристмен (1970—1978)
- Гаэтано Делогу (1979—1986)
- Филипп Антремон (1986—1989)
- Марин Алсоп (1993—2005)
- Джеффри Кахане (2005—2010)
- Эндрю Литтон (2013—2016)
- Бретт Митчел (2017—2021)
- Питер Унджян (с 2022 г.)